# Matasuntha
Matasuntha (Matasuentha, Mathesuentha) a fost o prințesă ostrogotă.
Matasuntha era fiica lui Eutharic și Amalasuntha, soră a regelui Athalaric și nepoată pe linie maternă a lui Theodoric cel Mare cu Audofleda.
Getica a lui Iordanes amintește că "Eutharic, care s-a căsătorit cu Amalasuentha și a avut pe Athalaric și Mathesuentha. Athalaric a murit în anii copilăriei sale, iar Mathesuentha s-a căsătorit cu Vitiges, căruia nu i-a născut copii. Amândoi au fost luați de către Belisarie la Constantinopol. Când Vitiges a părăsit lumea omenească, Germanus patricianul, un văr al împăratului Justinian, a luat-o pe Mathesuentha în căsătorie și a făcut-o patriciană. Și cu ea a avut un fiu, numit tot Germanus. Însă după moartea lui Germanus, ea s-a hotărât să rămână văduvă."
Fiul ei Germanus s-a născut ulterior morții tatălui lui (sfârșitul lui 550/începutul lui 551). Nimic nu se mai știe despre el cu certitudine, cu toate că este posibil să fie identificat cu patricius Germanus, un senator de frunte în timpul domniei împăratului Mauriciu (anii de domnie: 582–602) a cărui fiică s-a căsătorit cu fiul mai mare al lui Mauriciu, Theodosius. Michael Whitby identifică pe tânărul Germanus cu Germanus, ginere al împăratului Tiberiu al II-lea și al Ino Anastasia.